# Black Brook (Tanner’s Brook)
Der Black Brook ist ein Wasserlauf in Surrey, England. Er entsteht im Holmwood Common in Holmwood und fließt in nordöstlicher Richtung bis zu seiner Mündung in den Tanner’s Brook.